# 위즈잉

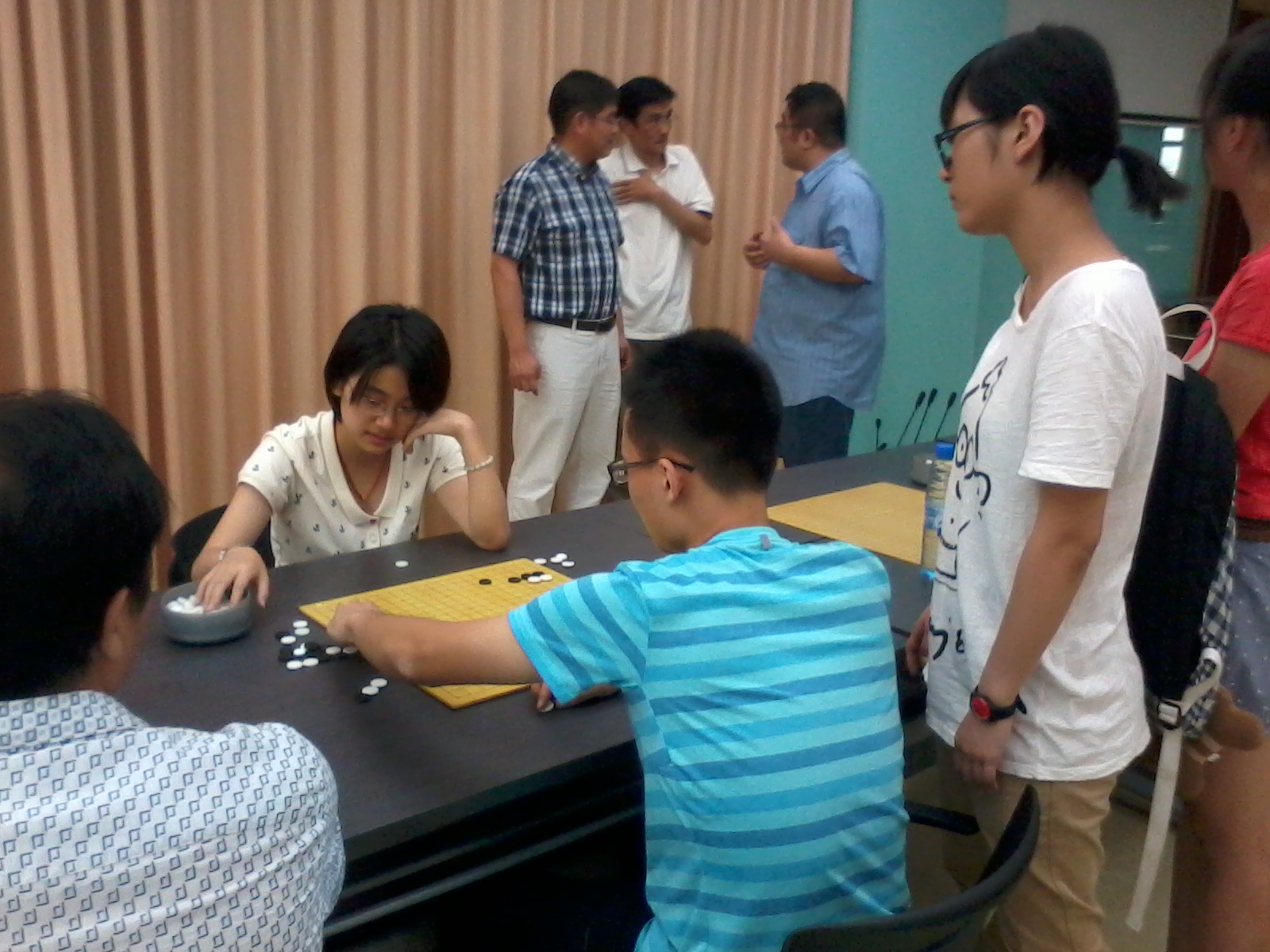

위즈잉(중국어: 於之莹, 어지영, 1997년 11월 23일 장쑤성 우시 시 ~ )은 중국의 여류 바둑 기사이다.

## 약력
- 2010년 입단
- 2011년 2단 승단
- 2012년 제2회 황룡사 쌍등배 최종국 승리, 중국 우승(대 씨에이민)
- 2013년 제3회 황룡사 쌍등배 6연승, 제4회 인천 실내&무도 아시안게임 바둑 혼성페어 동메달(파트너 미위팅), 여자단체 금메달, 제4회 궁륭산 병성배 준우승(대 왕천싱 0-1)
- 2014년 제21기 신인왕전 우승(대 리친청 2-1, 여자 바둑 기사가 남녀가 제한 없이 출전하는 대회에서 우승한 것으로는 네 번째 기록, 여자 바둑 기사가 결승에서 남자 바둑 기사에게 번기를 통해 우승한 것으로는 두 번째 기록), 제2회 바이링배 64강, 황룡사 쌍등배 3연승